# Berezivka, Talalaiivka
Berezivka (în ucraineană Березівка) este localitatea de reședință a comunei Berezivka din raionul Talalaiivka, regiunea Cernihiv, Ucraina.

## Demografie
Componența lingvistică a localității Berezivka
     Ucraineană (98,05%)
     Rusă (1,95%)
Conform recensământului din 2001, majoritatea populației localității Berezivka era vorbitoare de ucraineană (98,05%), existând în minoritate și vorbitori de rusă (1,95%).